# Paul John Kvale

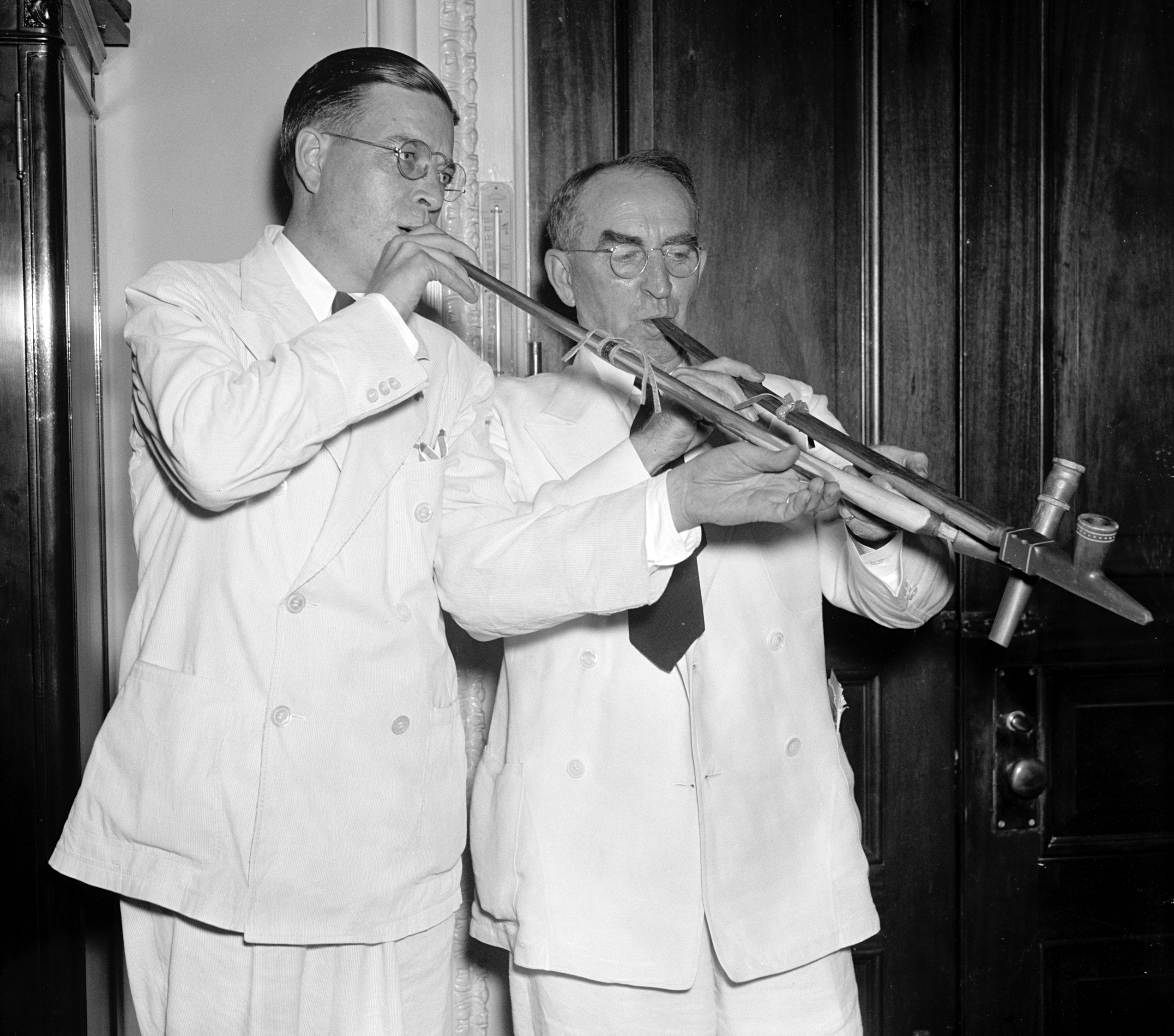
Paul John Kvale (links) beim symbolischen Rauchen der Friedenspfeife mit Speaker William B. Bankhead (1937)

Paul John Kvale (* 27. März 1896 in Orfordville, Rock County, Wisconsin; † 14. Juni 1960 in Minneapolis, Minnesota) war ein US-amerikanischer Politiker. Zwischen 1929 und 1939 vertrat er den Bundesstaat Minnesota im US-Repräsentantenhaus.

## Werdegang
Paul Kvale war der Sohn des Kongressabgeordneten Ole J. Kvale. Er besuchte die öffentlichen Schulen seiner Heimat, die University of Illinois und das Luther College in Decorah (Iowa). Im Jahr 1917 kam er mit seinen Eltern nach Benson in Minnesota. Während des Ersten Weltkrieges diente er zwischen 1917 und 1919 in einer Maschinengewehreinheit der US Army. In den Jahren 1919 und 1920 setzte Kvale seine Ausbildung mit einem Studium an der University of Minnesota in Minneapolis fort. Nach seiner Rückkehr nach Benson gab er dort die Zeitung Swift County News heraus. 1921 arbeitete er für die Zeitung „Minneapolis Tribune“.
Zwischen 1923 und 1929 fungierte Paul Kvale als Sekretär seines Vaters, der damals Kongressabgeordneter war. Nach dessen Tod am 11. September 1929 wurde er bei der notwendigen Nachwahl als dessen Nachfolger in den Kongress gewählt. Auch der jüngere Kvale war, wie sein Vater, Mitglied der in Minnesota besonders starken Farmer-Labor Party. Am 16. Oktober 1929 konnte er sein neues Mandat im US-Repräsentantenhaus antreten. Nachdem er bei den folgenden vier regulären Kongresswahlen jeweils bestätigt wurde, konnte er bis zum 3. Januar 1939 im Kongress verbleiben. In diese Zeit fiel die Weltwirtschaftskrise. Seit 1933 wurden im Kongress viele der New-Deal-Gesetze der Bundesregierung unter Präsident Franklin D. Roosevelt verabschiedet. Im Jahr 1933 wurden außerdem der 20. und der 21. Verfassungszusatz verabschiedet.
Bei den Wahlen des Jahres 1938 unterlag Paul Kvale dem Republikaner Herman Carl Andersen. Danach zog er sich aus der Politik zurück. Bis zu seinem Tod im Jahr 1960 hat er kein höheres politisches Amt mehr bekleidet. Er wurde in Benson beigesetzt.